# Сарыесик-Атырау
Сарыесик-Атырау (также Сары-Ишикотрау) — песчаная пустыня в Алматинской области Казахстана. Расположена в Балхаш-Алакольской котловине, к югу от озера Балхаш. Река Или пересекает пустыню, впадая в озеро. Часть рек, стекающих со склонов Джунгарского Алатау, (Каратал, Аксу, Лепсы) также пересекают Сарыесик-Атырау, впадая в Балхаш. Другие, менее крупные, теряются в песках. Размеры пустыни — 200 на 250 км, высота над уровнем моря — 300—400 м. Для пустыни характерны редкие солончаки, барханы и такыры.